# US Open 2019/Quadeinzel
Das Quadeinzel (Rollstuhl) der US Open 2019 war ein Rollstuhltenniswettbewerb in New York City und fand vom 5. bis zum 8. September statt.
Vorjahressieger war Dylan Alcott.

## Setzliste
| Nr. | Spieler      | Erreichte Runde |
| --- | ------------ | --------------- |
| 01. | Dylan Alcott | Finale          |
| 02. | David Wagner | Gruppenphase    |

## Ergebnisse
Zeichenerklärung
- Q = Qualifikant
- WC = Wildcard
- LL = Lucky Loser
- ITF = qualifiziert über ITF-Ranking
- ALT = alternate (Ersatz)
- PR = Protected Ranking
- SE = Special Exempt
- r = retired (Aufgabe)
- d = Disqualifikation
- w.o. = walkover
- [ ] = Match-Tie-Break

Finale
|  | Finale |                  |   |   |  |
|  |        |                  |   |   |  |
|  |        | Andrew Lapthorne | 6 | 6 |  |
|  | 1      | Dylan Alcott     | 1 | 0 |  |
|  |        |                  |   |   |  |

Gruppenspiele
|    |                  | Alcott         | Wagner         | Lapthorne | Barten   | Round Robin S-N | Sätze S-N | Spiele S-N | Pos. |
| 1  | Dylan Alcott     |                | 0:6, 7:63, 6:3 | 6:0, 7:63 | 6:2, 6:0 | 3:0             | 6:1       | 38:23      | 1    |
| 2  | David Wagner     | 6:0, 6:73, 3:6 |                | 1:6, 1:6  | 6:0, 6:1 | 1:2             | 3:4       | 29:26      | 3    |
|    | Andrew Lapthorne | 0:6, 6:73      | 6:1, 6:1       |           | 6:0, 6:1 | 2:1             | 4:2       | 30:16      | 2    |
| WC | Bryan Barten     | 2:6, 0:6       | 0:6, 1:6       | 0:6, 1:6  |          | 0:3             | 0:6       | 4:36       | 4    |